# Arsenij Andrejevič Zakrevski
Grof Arsenij Andrejevič Zakrevski (rusko Арсений Андреевич Закревский), ruski general poljskega rodu, * 13. september 1786, † 11. januar 1865, Firence.
Bil je eden izmed pomembnejših generalov, ki so se borili med Napoleonovo invazijo na Rusijo; posledično je bil njegov portret dodan v Vojaško galerijo Zimskega dvorca.
Med letoma 1823 in 1831 je bil generalni guverner Finske ter med letoma 1828 in 1831 je bil minister za notranje zadeve Ruskega imperija.

## Življenje
Po končanju vojaškega šolanja je kot zastavnik vstopil v Arhangelogorodski mušketirski polk. 
Sodeloval je v vojnah proti Franciji (1805, 1806-07, 1812-15), Švedski (1808-09) in Turčiji (1806-11).
Februarja 1812 je bil imenovan za polkovnika Preobraženskega polka in postal vodja specialne pisarne obrambnega ministra; v bistvu je zasedel položaj vodje ruske vojaške obveščevalne in protiobveščevalne službe. 
Avgusta 1813 je bil povišan v generala in leta 1823 je postal generalni guverner Finske. Aprila 1828 je bil imenovan za notranjega ministra. Na tem mestu je ostal do oktobra 1841, ko se je upokojil.
Maja 1848 pa je bil imenovan za 41. generalnega guvernerja Moskve; na položaju je ostal do aprila 1859.